# Pavonia troyana
Pavonia troyana là một loài thực vật có hoa trong họ Cẩm quỳ. Loài này được (Urb.) Urb. mô tả khoa học đầu tiên năm 1914.